# Mary Walker
Pour les articles homonymes, voir Walker et Mary Walker (homonymie).
Mary Broadfoot Walker, née à Croft-an-Righ, près de Wigtown en Écosse en 1888 et morte en 1974, est une femme médecin britannique à qui l'on doit la démonstration de l'efficacité de la physostigmine dans le traitement de la myasthénie, ainsi que d'une hypokaliémie dans la maladie de Westphal, lui permettant de traiter les crises de paralysie par le potassium.

## Résumé biographique
Elle est l'un des quatre enfants d'un juge. Elle fait ses études de médecine à Glasgow et au Medical College for Women d'Édimbourg et elle obtient son MBChB en 1913. Durant la Première Guerre mondiale, elle sert dans le corps médical de la Royal Army, au 63e hôpital général situé à Malte. En 1920 elle est assistante au Poor Law Service (Service légal des Pauvres) de l'hôpital St-Alfege (St. Alfege's Hospital) de Greenwich où elle restera jusqu'en 1936. C'est  durant cette période qu'elle obtient, en 1932, le titre de membre du Collège Royal de médecine (Royal College of Physicians) de Londres (MRCP-UK). Elle travaille ensuite au St. Leonard's Hospital à Shoreditch, au St. Francis' Hospital à Dulwich et au St. Benedict's Hospital à Tooting, avant de prendre sa retraite dans son village natal de Croft-an-Righ en 1954.
En 1934, alors qu'elle travaille au St. Alfege's Hospital à Greenwich, elle découvre qu'une injection sous-cutanée de physostigmine est capable d'améliorer la faiblesse musculaire des patients souffrant de myasthénie. Cette idée lui était venue de la ressemblance entre les symptômes et les signes cliniques de la myasthénie et ceux observés dans l'empoisonnement au curare dont un antidote, connu à cette époque, est précisément la physostigmine. Le premier cas de myasthénie traité avec succès par la physostigmine fit l'objet d'une publication dans le journal The Lancet en juin 1934. En 1935, Mary Walker est la première à reconnaître l'association entre paralysie périodique familiale et hypokaliémie. On lui doit encore la mise au point du test au glucose utilisé dans le diagnostic de la paralysie périodique hypokaliémique et l'utilisation du potassium par voie intraveineuse dans le traitement de cette affection. En 1935 elle fait figurer ses recherches sur la myasthénie dans la thèse de doctorat en médecine qu'elle soutient à l'université d'Édimbourg et qui lui vaudra la médaille d'or.
Bien que n'ayant pas été élue fellow du Royal College of Physicians elle voit en 1962 ses travaux de recherche clinique récompensés du prix Jean Hunter, avec la mention suivante : « pour l'avancement de la recherche sur le traitement de l'épuisement nerveux et pour sa contribution originale à la connaissance de la nature fondamentale de la myasthénie, qu'elle apporta en même temps qu'elle se dévouait à ses tâches habituelles de médecin consultant dans un grand hôpital urbain. »
Ayant pris sa retraite en 1954, elle continue à travailler à temps partiel à la maternité royale et hôpital gynécologique de Glasgow et demeure active dans le domaine de la myasthénie,. Dans un article publié en 1973 elle donne la description de « l'effet Mary Walker », un signe clinique provoqué chez les patients atteints de myasthénie. Il s'agit d'une aggravation de la faiblesse musculaire et du ptosis apparaissant à la levée d'un garrot posé sur un bras après un exercice de la main réalisé le garrot étant serré.
Elle meurt en septembre 1974 âgée de 86 ans.